# Водзіслав
Водзіслав (пол. Wodzisław) — місто в Польщі, у гміні Водзіслав Єнджейовського повіту Свентокшиського воєводства.
Населення — 1153 особи (2011).
У 1975-1998 роках село належало до Келецького воєводства.
Мало міські права у 1366-1870 роках. З 1 січня 2021 року поновлено міські права.

## Демографія
Демографічна структура на день 31 березня 2011 року:
|          | Загалом | Допрацездатний вік | Працездатний вік | Постпрацездатний вік |
| -------- | ------- | ------------------ | ---------------- | -------------------- |
| Чоловіки | 543     | 95                 | 389              | 59                   |
| Жінки    | 610     | 102                | 342              | 166                  |
| Разом    | 1153    | 197                | 731              | 225                  |